# Парк імені Тараса Шевченка (Рівне)
Рі́вненський парк культу́ри та відпочи́нку і́мені Тара́са Шевче́нка — парк-пам'ятка садово-паркового мистецтва загальнодержавного значення в Україні. Розташований у центрі міста Рівне.
Площа 32 га. Статус надано згідно з Постановою колегії Держкомприроди УРСР від 25.07.1973 року № 14 (Постанова Держкомприроди УРСР від 30.08.1990 року № 18). Перебуває у віданні: Державне комунальне підприємство міського об'єднання парків культури та відпочинку.

## Історія
У кінці XVIII ст. у фільварку Любомирських «Гірка» був заснований сад-парк. У жовтні 1939 року після встановлення в Рівному радянської влади було прийнято рішення про створення на території колишнього фільварку «Гірка» міського парку культури та відпочинку. Ім'я Тараса Шевченка парк отримав у 1940 році з нагоди 125-річчя з Дня народження поета. Навесні 1941 року у зв'язку з 80-річчям з дня смерті Тараса Шевченка в парку було встановлено перший пам'ятник Великому Кобзареві. У 1947 році площа парку збільшилася до 11 гектарів, а на початку 1950-х рр. парк ще значно розширив свою територію.
Із розваг на початку 1960-х на території парку діяли планетарій, стрілецький тир, кімната сміху, читальна і телевізійна зала, танцювальний майданчик, літні театр та ресторан. У ці ж роки були проведені заходи з упорядкування території центрального міського парку. Його межі були розширені до сучасних. За документами міського виконавчого комітету, у 1966 році площа парку становила 33 гектари.
У 1977—1984 рр. проводилася реконструкція парку, в результаті чого він поповнився новими видами. Був створений каскад басейнів з фонтанами, оточеними вербами. Навесні 2000 року було посаджено 670 дерев (ялини, сосни, туї, берези, липи, клени) та 50 кущів. Станом на 2016 рік парк займає 32 га і має 5 зон: тихого відпочинку, активного відпочинку, видовищних споруд, спортивний та дитячий сектор.

## Флора
Всього в парку нараховується близько 5540 дерев і 14 200 кущів. На початок 2010-х років вік окремих дерев сягав 150—200 років. Тут налічується 160 видів дерев і чагарників, багато з яких екзоти — північноамериканські (ялина Енгельмана, сосна Веймутова, катальпа бігнонієвидна, клен, дуб червоний), далекосхідні (бархат амурський), південноєвропейські (форзиція європейська, каштан їстівний, самшит вічнозелений), види з Китаю, Японії, Середньої Азії (біота східна, магнолія Суланжа, айлант високий, айва японська).

### Проєкт «Таємничі підземелля Рівного»
Робота над проєктом «Таємничі підземелля Рівного», що в парку Шевченка, триває три роки. Його реалізація залежала від коштів Євросоюзу та бюджету міста. 443 тисячі гривень — це грант із Брюсселю, а 2 мільйони гривень дали з міської казни. На цей момент робота ще триває: монтаж тематичних експозицій, вкладання бруківки та оздоблення гранітом чаші фонтану Богатиря, відомого як «Стоматолог».
Наразі вже змонтована перша експозиція в одному з оглядових кіл проєкту «Таємничі підземелля Рівного». «Еволюція військової агресії» — така її назва, автором є художник-монументаліст Анатолій Гайдамака. А щодо графіки, то нею займалася здолбунівчанка Валентина Кобріна. Шукали та обробляли експонати реставратори.

## Галерея

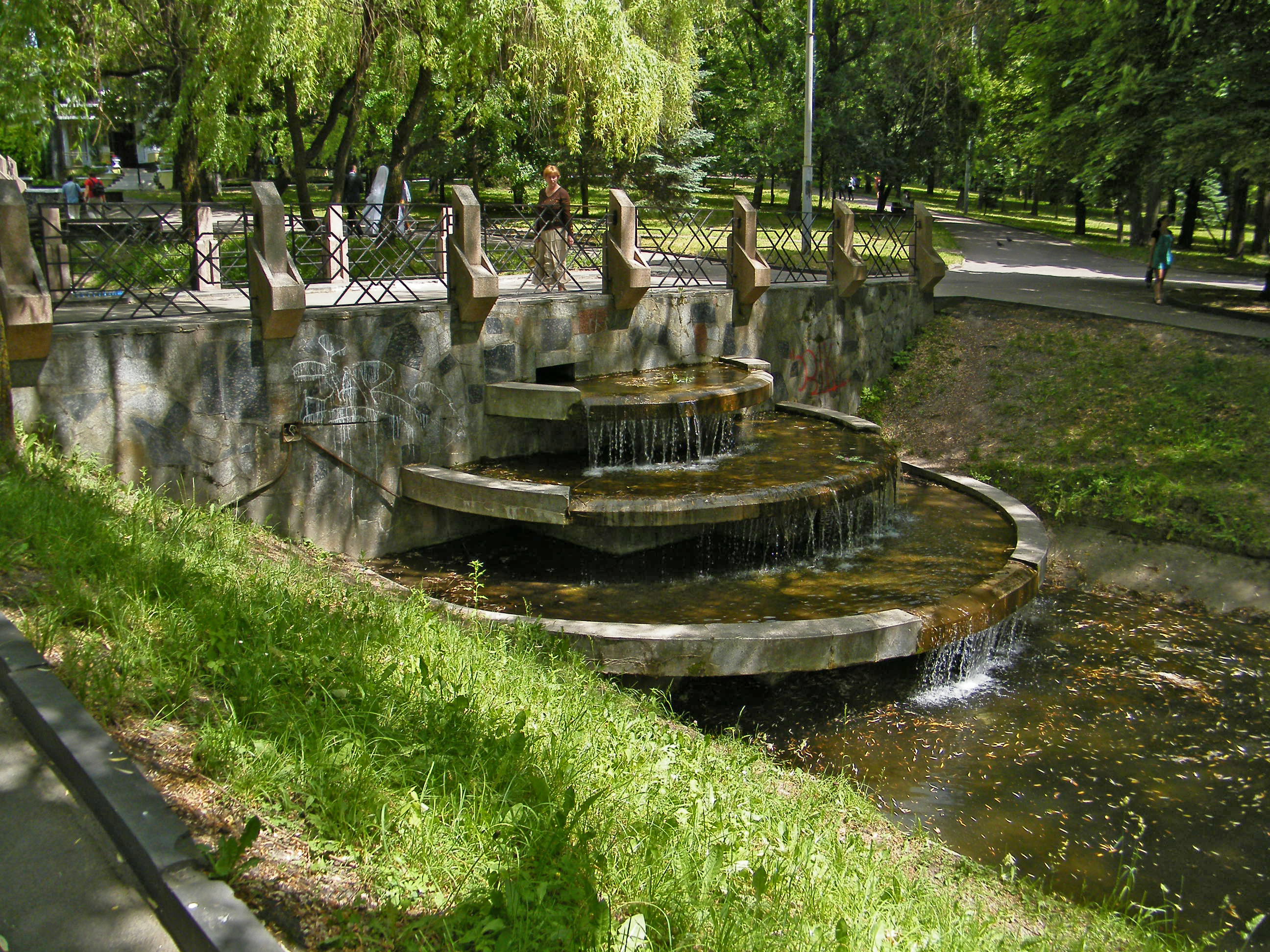
Водний каскад у парку